# Belagerung von Konstantinopel (1422)
Eine Belagerung von Konstantinopel fand 1422 durch Sultan Murad II. statt. Sie erfolgte als Reaktion auf die Versuche des byzantinischen Kaisers Manuel II. Palaiologos, die Thronfolge des Osmanischen Sultanats nach dem Tod von Mehmed I. zu beeinflussen. Diese Strategie hatten die Byzantiner zuvor oft zur Schwächung ihrer Nachbarn angewandt.
Als sich Murad II. als Nachfolger seines Vaters durchgesetzt hatte, marschierte er in byzantinisches Gebiet ein. Für die Belagerung von 1422 setzte das osmanische Reich erstmals sogenannte „Falkonetts“, kurze, aber breite Kanonen ein. Technologisch gesehen waren beide Seiten gleich stark. Die Belagerung blieb erfolglos. Zeitgenössische byzantinische Autoren schrieben die Rettung der Stadt wie schon in früheren Zeiten der Theotokos zu.

## Folgen
Trotz des byzantinischen Abwehrerfolgs war das Reich zu diesem Zeitpunkt auf wenige Küstenstreifen sowie die Stadt Konstantinopel selbst reduziert worden. Überdies hatte es mit schweren ökonomischen Problemen und einem Mangel an Soldaten zu kämpfen. Pius II. setzte sich für die Schenkung von Kanonen durch andere christliche europäische Staaten ein. Alle neuen byzantinischen Kanonen nach der Belagerung von 1422 waren tatsächlich Geschenke westeuropäischer Staaten; ansonsten machten die Byzantiner aber keine Anstrengungen, ihre Arsenale aufzustocken. Darauf ist zugleich ein Großteil des Erfolges des nächsten osmanischen Herrschers, Mehmed II., in der nächsten osmanischen Belagerung (1453) der Stadt zurückzuführen.

## Legende
Byzantinische Quellen sprechen von einem plötzlichen Erscheinen der Theotokos, die den Verteidigern Mut einflößte. Johannes Kananos berichtet:

„Die Römer, obwohl von Erschöpfung übermannt, sprangen in die Höhe und jauchzten… Sie sangen Hymnen an die Heiligste Jungfrau, und lobpreisten sie aus der Tiefe ihres Herzens, und bekannten: ‚Das ist wahrhaft ein feierliches, denkwürdiges, außerordentliches Wunder, der Anbetung würdig.‘“